# Acutelinopteridius minutus
Acutelinopteridius minutus är en skalbaggsart som beskrevs av Reé Michel Quentin och Jean François Villiers 1979. Acutelinopteridius minutus ingår i släktet Acutelinopteridius och familjen långhorningar. Inga underarter finns listade i Catalogue of Life.